# النظام العسكري البرازيلي
تأسست الدكتاتورية العسكرية في البرازيل (بالبرتغالية: ditadura militar) في 1 أبريل عام 1964، عقب انقلاب عسكري نفذته القوات المسلحة البرازيلية، بدعم من حكومة الولايات المتحدة، ضد الرئيس جواو غولار. استمرت الدكتاتورية البرازيلية لمدة 21 عامًا حتى 15 مارس عام 1985.
جاء تخطيط وتنفيذ الانقلاب على يد كبار قادة الجيش البرازيلي بدعم واسع من معظم القيادات العسكرية العليا، إلى جانب القطاعات المحافظة في المجتمع، مثل الكنيسة الكاثوليكية والحركات المدنية المناهضة للشيوعية بين الطبقة المتوسطة والعليا البرازيلية. مارس النظام العسكري، وخاصة بعد القانون المؤسسي رقم خمسة في عام 1968، رقابة واسعة النطاق وارتكب انتهاكات لحقوق الإنسان، وشملت هذه الانتهاكات التعذيب المؤسسي والقتل خارج نطاق القضاء والاختفاء القسري. أصدر النظام العسكري دستورًا جديدًا مقيدًا في عام 1967، وخنق حرية التعبير والمعارضة السياسية على الرغم من التعهدات الأولية بخلاف ذلك. تبنى النظام القومية والتنمية الاقتصادية ومعاداة الشيوعية كمبادئ توجيهية له.
تلقى الانقلاب دعمًا من شخصيات سياسية مثل خوسيه دي ماغالهايس بينتو وأديمار دي باروس وكارلوس لاكيردا (الذين شاركوا بالفعل في المؤامرة لخلع جيتوليو فارجاس في عام 1945)، والذين أصبحوا حكام ولايات ميناس جرايس وساو باولو وجوانابارا على التوالي. دعمت وزارة الخارجية الأمريكية الانقلاب من خلال عملية الأخ سام، ودعمت النظام بعد ذلك من خلال سفارتها في برازيليا.
بلغت شعبية الدكتاتورية ذروتها في أوائل سبعينات القرن العشرين مع ما يسمى «المعجزة البرازيلية»، ولكن هذا لم يمنع النظام من رقابة جميع وسائل الإعلام وتعذيب وقتل ونفي المعارضين. تولى جواو فيغيريدو منصب الرئيس في مارس 1979، وشهد نفس العام صدور قانون العفو عن الجرائم السياسية التي ارتكبت لصالح النظام وضده. لم يتمكن فيغيريدو من السيطرة على الاقتصاد المنهار والتضخم المزمن وسقوط الدكتاتوريات العسكرية الأخرى في أمريكا الجنوبية، وذلك على الرغم من أنه كان يحارب «المتشددين» داخل الحكومة ودعمه سياسة إعادة الديمقراطية. أقيمت أول انتخابات حرة منذ عشرين عامًا للهيئة التشريعية الوطنية في عام 1982؛ وذلك في خضم المظاهرات الشعبية الحاشدة في شوارع المدن الرئيسية في البلاد. أجريت انتخابات أخرى في عام 1985، ولكن هذه المرة لانتخاب رئيس جديد بشكل غير مباشر، وتنافس عليها مرشحون مدنيون لأول مرة منذ ستينات القرن العشرين وفازت بها المعارضة. صدر دستور جديد وعادت البرازيل رسميًا إلى الديمقراطية في عام 1988.
قدمت الحكومة العسكرية البرازيلية نموذجًا للأنظمة العسكرية والديكتاتوريات الأخرى في جميع أنحاء أمريكا اللاتينية، والتي نُظِّمَت من خلال ما يسمى «عقيدة الأمن القومي»، والتي استُخدِمَت لتبرير تصرفات الجيش على أنها تعمل لصالح الأمن القومي في وقت الأزمات، مما أدى إلى إنشاء أساس فكري اعتمدت عليه الأنظمة العسكرية الأخرى. اعترف الجيش البرازيلي في عام 2014 لأول مرة بالتجاوزات التي ارتكبها عملاؤه خلال الدكتاتورية بعد حوالي 30 عامًا من انهيار النظام، بما في ذلك تعذيب وقتل المعارضين السياسيين. أصدرت حكومة الولايات المتحدة في مايو 2018 مذكرة كتبها هنري كيسنجر، يعود تاريخها إلى أبريل 1974 (عندما كان يشغل منصب وزير الخارجية)، مؤكدة أن قيادة النظام العسكري البرازيلي كانت على علم تام بقتل المعارضين. يُقدَّر عدد القتلى أو المفقودين المؤكدين بحوالي 434 شخصًا، وتعرض 20 ألف شخص للتعذيب أثناء الدكتاتورية العسكرية في البرازيل. أكد بعض نشطاء حقوق الإنسان وغيرهم أن الرقم الحقيقي قد يكون أعلى من ذلك بكثير، وأنه يجب أن يشمل آلاف السكان الأصليين الذين ماتوا بسبب إهمال النظام، ولكن القوات المسلحة كانت تشكك في هذا الأمر دائمًا.

## تشديد النظام، كوستا إي سيلفا
خلف كاستيلو برانكو الجنرال أرتور دا كوستا إي سيلفا الذي كان ممثلًا للتيار المتشددة في النظام. وقع في 13 ديسمبر 1968 على القانون المؤسسي رقم خمسة الذي منح الرئيس سلطات ديكتاتورية، وحل الكونغرس والهيئات التشريعية للولايات، وعلق الدستور وفرض الرقابة. أصيب كوستا إي سيلفا بسكتة دماغية في 31 أغسطس 1969، وبدلًا من نائبه، تولى المجلس العسكري كل سلطات الدولة، ثم اختار الجنرال إميليو جاراستازو ميديشي رئيسًا جديدًا.

## سنوات الرصاص، ميديشي
كان ميديشي، المعروف بميوله المتشددة، مسؤولًا عن أسوأ انتهاكات حقوق الإنسان في عهد النظام العسكري البرازيلي. أصبحت الممارسات القمعية مثل اضطهاد وتعذيب المعارضين والمضايقة ضد الصحفيين والرقابة على الصحافة أمرًا شائعًا خلال فترة حكمه. أحرجت سلسلة عمليات اختطاف السفراء الأجانب في البرازيل الحكومة العسكرية، وأدت المظاهرات المناهضة للحكومة وحركات حرب العصابات إلى زيادة التدابير القمعية. اتخذت الحكومة إجراءات قمعية صارمة ضد حركة التحرير الوطني وحركة 8 أكتوبر الثورية، وشنت عمليات عسكرية لإنهاء حرب العصابات في أراجوايا.
عُزِّزَت «الحدود الإيديولوجية» للسياسة الخارجية البرازيلية، ولكن بحلول نهاية عام 1970، انخفض الحد الأدنى الرسمي للأجور إلى 40 دولارًا أمريكيًا في الشهر، وخسر أكثر من ثلث القوى العاملة البرازيلية التي كانت أجورها مرتبطة به حوالي 50% من قوتها الشرائية مقارنة بمستويات عام 1960 لإدارة جوسيلينو كوبيتشيك.
كان ميديشي يحظى بشعبية، إذ شهدت ولايته أكبر نمو اقتصادي لأي رئيس برازيلي مع ظهور المعجزة البرازيلية وفوز البلاد بكأس العالم في عام 1970. قدم ميديشي في عام 1971 أول خطة تنمية وطنية تهدف إلى زيادة معدل النمو الاقتصادي، وخاصة في الشمال الشرقي النائي والأمازون. عززت نتائج سياسته الاقتصادية خيار نموذج التنمية الوطنية، وبسبب هذه النتائج، تحولت الروابط الاقتصادية الخارجية للبلاد، مما سمح بتوسيع حضورها الدولي.
أجريت انتخابات فيدرالية وولائية وبلدية في نوفمبر 1970، وفاز مرشحو حزب التحالف الجمهوري الوطني بمعظم المقاعد. أُنشِئَ نظام الهيئة الانتخابية في عام 1973، وانتُخب الجنرال إرنستو جيزيل ليكون الرئيس التالي في يناير 1974.

## المقاومة
أثار سقوط جواو غولار قلق العديد من المواطنين. شكل العديد من الطلاب والماركسيين والعمال مجموعات عارضت الحكم العسكري، وتبنت أقلية من هؤلاء النضال المسلح المباشر، بينما أيد معظمهم الحلول السياسية لعكس التعليق الجماعي لحقوق الإنسان في البلاد. اعتُقِلَ الآلاف من الناس في الأشهر القليلة الأولى بعد الانقلاب، بينما عُزِلَ الآلاف الآخرين من وظائفهم في الخدمة المدنية أو الجامعات.
شهدت البلاد فترة قصيرة من التخفيف من السياسات القمعية في عام 1968. شكل الفنانون والموسيقيون التجريبيون حركة تروبيكاليا خلال هذا الوقت، ولكن قُبِضَ على بعض الموسيقيين الشعبيين الرئيسيين مثل جيلبرتو جيل وكايتانو فيلوسو وسجنوا ونفوا. غادر تشيكو بواهكي البلاد في منفى اختياري.
اختطف مقاتلو حركة 8 أكتوبر الثورية السفير الأمريكي في البرازيل تشارلز بيرك إلبريك في عام 1969؛ وطالبوا بالإفراج عن المنشقين المسجونين الذين تعرضوا للتعذيب بالمقابل. ردت الحكومة بتبني تدابير أكثر وحشية لمكافحة التمرد، مما أدى إلى اغتيال كارلوس ماريجيلا، زعيم حرب العصابات، بعد شهرين من اختطاف إلبريك. كان هذا بمثابة بداية تراجع المعارضة المسلحة، فاختُطف نوبيو أوكوتشي، القنصل العام الياباني، في ساو باولو في عام 1970، بينما أصيب كيرتس سي. كاتر، القنصل الأمريكي في بورتو أليغري، في كتفه أثناء محاولة لاختطافه لكنه نجا. اختُطف إيرينفريد فون هوليبين، السفير الألماني الغربي، في ريو دي جانيرو وقُتل أحد حراسه الشخصيين في عام 1970 أيضًا.